# Tacna
För andra betydelser, se Tacna (olika betydelser).
Tacna är en stad nära gränsen till Chile i södra Peru. Den grundades år 1572 och är administrativ huvudort för såväl ett departement, en provins och ett distrikt med samma namn som staden. Folkmängden uppgick år 2015 till cirka 293 000 invånare.